# Roffey
Roffey ist eine französische Gemeinde mit 146 Einwohnern (Stand: 1. Januar 2022) im Département Yonne in der Region Bourgogne-Franche-Comté (vor 2016 Bourgogne). Sie gehört zum Arrondissement Avallon und zum Kanton Tonnerrois (bis 2015 Flogny-la-Chapelle). 

## Geografie
Roffey liegt etwa 33 Kilometer ostnordöstlich von Auxerre. Der Armançon begrenzt die Gemeinde im Norden. Umgeben wird Roffe von den Nachbargemeinden Marolles-sous-Lignières im Norden, Tronchoy im Osten und Nordosten, Cheney im Osten, Vézinnes im Südosten sowie Bernouil im Süden und Westen.

## Bevölkerungsentwicklung
| Jahr                      | 1962 | 1968 | 1975 | 1982 | 1990 | 1999 | 2006 | 2013 |
| Einwohner                 | 205  | 176  | 169  | 187  | 165  | 153  | 149  | 144  |
| Quelle: Cassini und INSEE |      |      |      |      |      |      |      |      |

## Sehenswürdigkeiten
- Kirche Saint-Martin